# Lepisorus kolesnikovii
Lepisorus kolesnikovii là một loài dương xỉ trong họ Polypodiaceae. Loài này được Shmakov mô tả khoa học đầu tiên năm 1999.
Danh pháp khoa học của loài này chưa được làm sáng tỏ. 